# La Providencia, Ixtacomitán
La Providencia är en ort i Mexiko.   Den ligger i kommunen Ixtacomitán och delstaten Chiapas, i den sydöstra delen av landet, 700 km öster om huvudstaden Mexico City. La Providencia ligger 602 meter över havet och antalet invånare är 137.
Terrängen runt La Providencia är kuperad åt nordväst, men åt sydost är den bergig. Runt La Providencia är det ganska tätbefolkat, med 54 invånare per kvadratkilometer. Närmaste större samhälle är Pichucalco, 15,7 km norr om La Providencia. I omgivningarna runt La Providencia växer i huvudsak städsegrön lövskog.